# Paste (magazine)
Pour les articles homonymes, voir Paste.

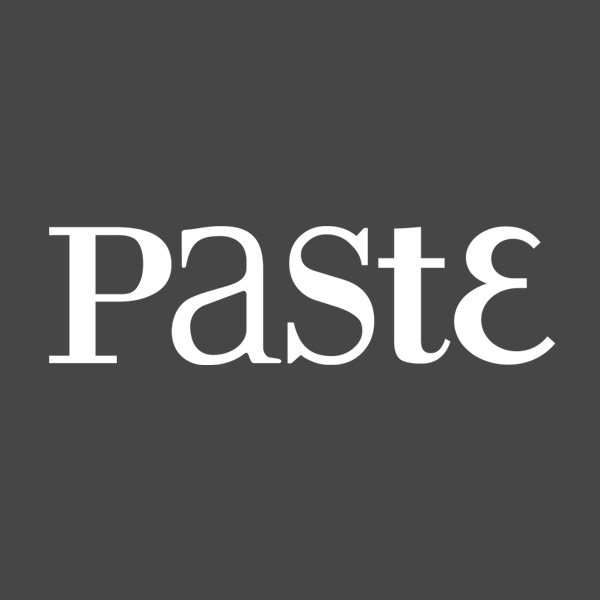
Logo de Paste

Paste est un webzine, et ancien magazine mensuel américain, qui traite principalement de la musique, mais aussi du cinéma, de la télévision et de la culture populaire en général.

## Historique
Le premier numéro de Paste est sorti en juillet 2002. Au départ trimestrielle, sa publication est rapidement devenue bimestrielle, puis mensuelle à partir d'août 2006. En difficulté économique depuis 2009, le magazine suspend sa publication en septembre 2010 mais continue sous forme de webzine.  